# Album de timbres
Un album de timbres est un livre qui permet de ranger et d'exposer une collection de timbres-poste. Il existe plusieurs types d'albums, notamment les classeurs à bandes et les albums pré-imprimés.

## Classeurs à bandes

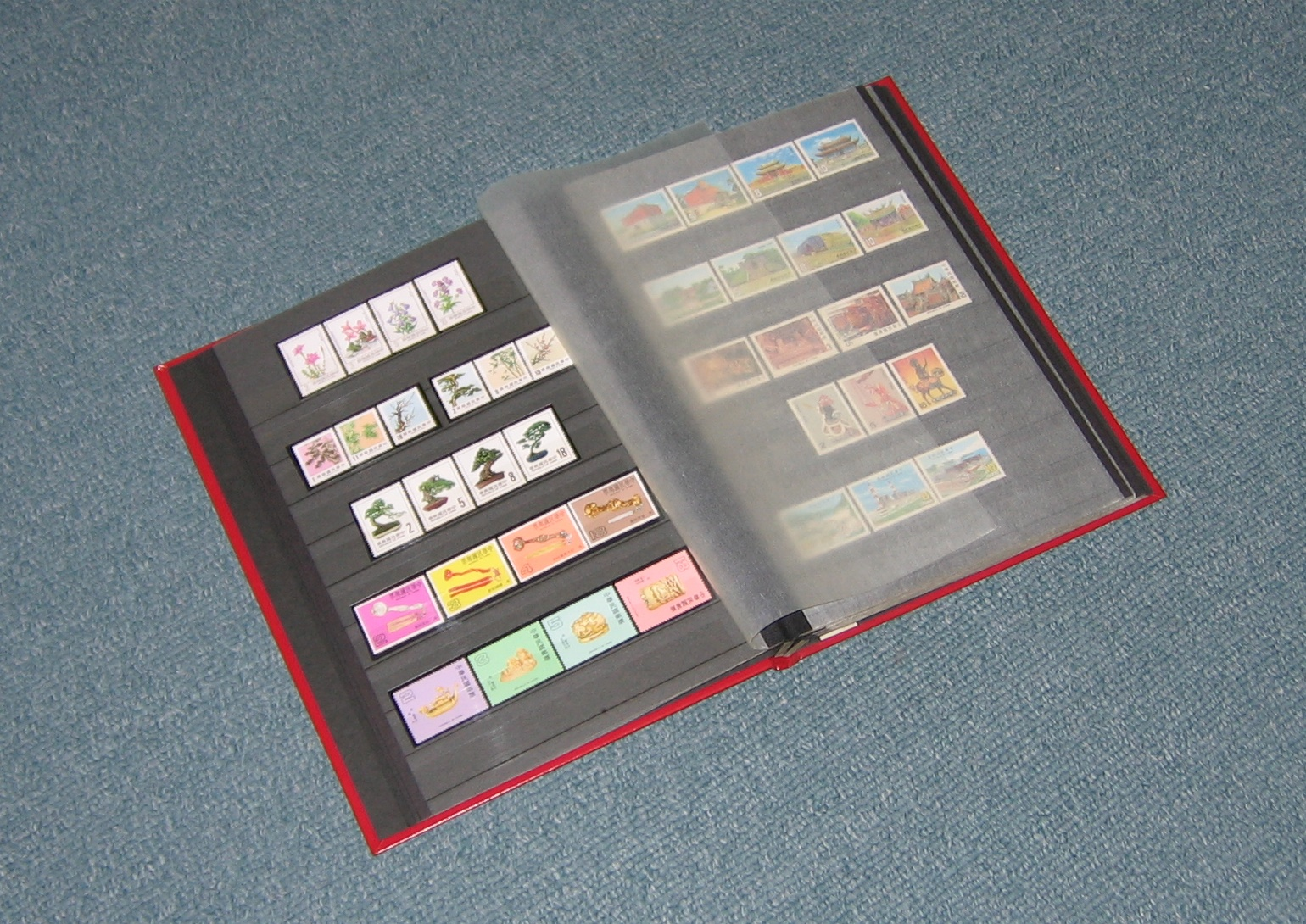
Classeur de timbres à bandes.

Les classeurs à bandes sont des albums composés de pages cartonnées munies de bandes horizontales transparentes (généralement en Rhodoïd) qui permettent de maintenir les timbres. Les pages sont généralement protégées par un ou deux intercalaires transparents (généralement en papier cristal).

## Albums pré-imprimés

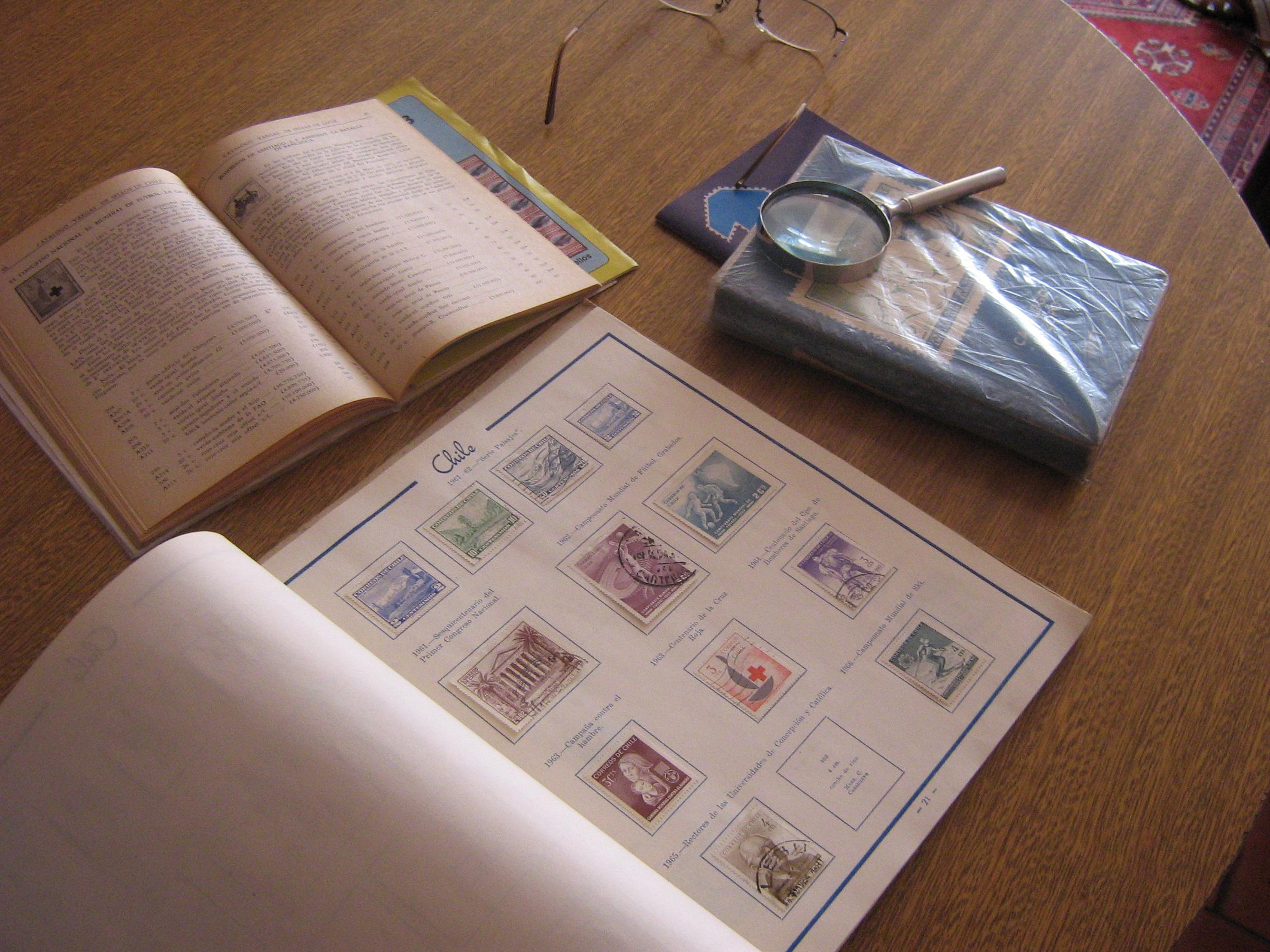
Album de timbres pré-imprimé où l'on peut voir des emplacements vides correspondant aux timbres manquants de la collection.

Dans les albums pré-imprimés, les timbres sont reproduits sur les pages de l'album et le philatéliste n'a plus qu'à glisser le timbre correspondant dans une pochette individuelle transparente qui vient se superposer à la reproduction, ou à défaut de pochettes, utiliser des charnières pour fixer le timbre à l'emplacement prévu.